# Jan Petersen

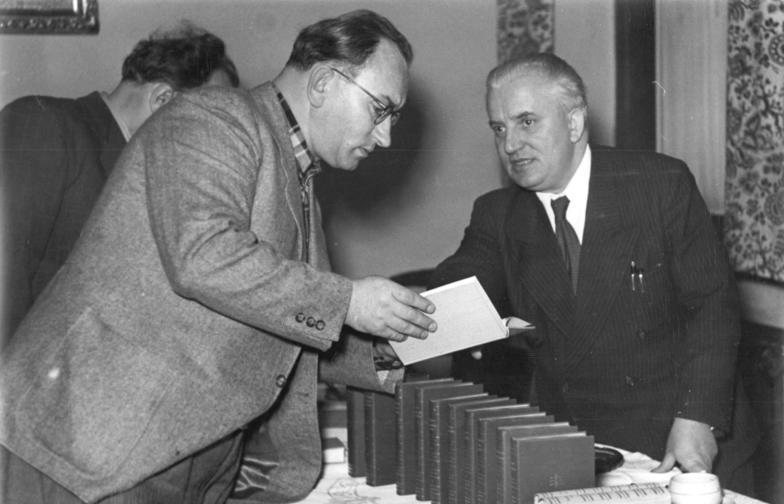
Jan Petersen (izquierda) y Willi Bredel en el año 1951.

Jan Petersen (Berlín, 2 de julio de 1906-ib., 11 de noviembre de 1969), cuyo nombre real era Hans Schwalm, fue un escritor alemán.

## Vida
Hijo de un albañil, se formó como comerciante y luego trabajó como tornero. Fue miembro del Partido Comunista de Alemania y más tarde jefe de organización de la Asociación de Escritores Proletario-Revolucionarios. Incluso con la llegada al poder de los nazis continuó como presidente de la asociación de forma ilegal, y defendió a escritores de izquierdas y antifascistas. En el Primer Congreso Internacional de Escritores en Defensa de la Cultura celebrado en París en junio de 1935 acudió de forma anónima como orador principal junto a Henri Barbusse; allí informaron sobre la situación en la Alemania nazi. También de forma anónima editó en Praga la revista Neue Deutsche Blätter, junto a Anna Seghers, Oskar Maria Graf y Wieland Herzfelde.
En 1935 se exilió, y en 1938 fue desposeído de sus derechos como ciudadano alemán. Fue miembro del PEN Club Internacional de los escritores de lengua alemana en el extranjero. En Londres, entre 1938 y 1946, fue presidente de la Freien Deutschen Kulturbund. Entre 1940 y 1942 estuvo preso en Canadá, considerado enemy alien (ciudadano de un país enemigo).
En 1946 regresó a Berlín, donde recibió en 1950 el Premio Goethe de la ciudad de Berlín.
En 1958 recibió la Vaterländischer Verdienstorden de plata. Pusieron su nombre a una calle en Marzahn.

## Obras (selección)
- Unsere Straße (Nuestra calle) (1936)
- Gestapo Trial (1939)
- Germany beneath the Surface (1940)
- Der Fall Dr. Wagner. Eine Filmnovelle (1954)
- Fahrt nach Paris. Yvonne (1957)
- Die Bewährung. Eine Chronik (1970)